# Balmuccia
Balmuccia är en ort och kommun i provinsen Vercelli i regionen Piemonte, Italien. Kommunen hade 112 invånare (2018).